# Fanny (comédie musicale)
Pour les articles homonymes, voir Fanny.
Fanny est une comédie musicale américaine, créée à Broadway en 1954.

## Argument / Article connexe
Voir Trilogie marseillaise.

## Fiche technique
- Titre original : Fanny
- Livret : S. N. Behrman et Joshua Logan, d'après la trilogie marseillaise de Marcel Pagnol
- Lyrics et musique : Harold Rome
- Mise en scène : Joshua Logan
- Chorégraphie : Helen Tamiris
- Direction musicale : Pembroke Davenport
- Décors et lumières : Jo Mielziner
- Costumes : Alvin Colt
- Producteurs : David Merrick et Joshua Logan
- Nombre de représentations : 888
- Date de la première : 4 novembre 1954
- Date de la dernière : 16 décembre 1956
- Lieux (à Broadway) : 
  - Majestic Theatre (du 4 novembre 1954 au 1er décembre 1956)
  - Belasco Theatre (du 4 décembre 1956 au 16 décembre 1956)

## Distribution originale
| - Ezio Pinza : César - Walter Slezak : Panisse - Florence Henderson : Fanny - William Tabbert : Marius - Nejla Ates : Danseuse arabe - Herb Banke : Marin / Clown - Margaret Baxter : Client - Jack Beaber : Pêcheur - Charles Blackwell : Joueur de tambour marocain / Acrobate / Soldat colonial - Don Braswell : Marin - Alan Carney : Escartefigue - Betty Carr : Vendeuse de dentelle / Statue vivante - Ronald Cecill : Ami de Charles / Stuatue vivante - Dean Crane : Ami de Charles / Trapéziste - Michael De Marco : Ami de Charles / Acrobate - Norma Doggett : Nanette / Statue vivante - Ray Dorian : Prêtre / Acrobate / Statue vivante - Florence Dunlap : Vendeuse de poissons à l'étalage - Mohammed el Bakkar : Vendeur arabe de tapis - Pat Finch : Domestique - Tom Gleason : Propriétaire du garage / 1er marin - Katherine Graves : Vendeuse maori - Michael Gugleotti : Pêcheur | - Jane House : Michelette - Lindsay Kirkpatrick : Cliente - Ruth Kuzub : Cliente - Daniel Labielle : Acolyte - Mike Mason : Majordome / Clown - Ellen Matthews : Marie / Statue vivante - Carolyn Maye : Mimi - Don McHenry : M. Brun - Henry Michel : Second maître / Clown - Bill Pope : Ami de Charles / Acrobate - Edna Preston : Honorine - Gerald Price : L'amiral - Lloyd Reese : Césariot - Ruth Schumacher : Religieuse - Michael Scrittorale : Arabe / Marin - Dran Seitz : Claudette / Phoque dressé - Tani Seitz : Claudine / Phoque dressé - Dolores Smith : Cliente / Statue vivante - Wally Strauss : Charles / Poney - Jack Washburn : Plaisancier / Clown - Toni Wheelis : Client / Acrobate - Steve Wilan : Pêcheur / Dresseur de poney - Gary Wright : Acolyte |

## Remplacements en cours de production
(sélection ; dates non-spécifiées)
- Lawrence Tibbett : César
- Billy Gilbert : Panisse
- Gary Wright : Césariot

## Numéros musicaux
| Acte I - Never Too Late for Love (Panisse, ensemble) - Cold Cream Jar Song (Panisse) - Octopus Song (L'amiral) - Restless Heart (Marius, ensemble masculin) - Why Be Afraid to Dance? (César, Marius, Fanny, ensemble) - Never Too Late for Love (reprise) (César, Panisse, Honorine) - Shika, Shika (danseuse arabe, vendeur arabe de tapis, ensemble) - Welcome Home (César) - I Like You (Marius, César) - I Have to Tell You (Fanny) - Fanny (Marius) - The Lovers (Fanny, Marius, César, ensemble) - The Sailing (Fanny, Marius, César, ensemble) - Oysters, Cockles and Mussels (ensemble) - Panisse and Son (Panisse) - Wedding Dance (Charles, ensemble) - Finale (ensemble) | Acte II - Birthday Song (Fanny, Honorine, ensemble) - To My Wife (Panisse) - The Through of You (Marius, Fanny) - Love Is a Very Light Thing (César) - Other Hands, Other Hearts (Fanny, César, Marius) - Fanny (reprise) (César, Fanny, Marius) - Be Kind to Your Parents (Fanny, Césariot) - Welcome Home (reprise) (César, Panisse) |

## Reprises (sélection)
- 1956-1957 : à Londres, au Théâtre de Drury Lane, avec Robert Morley (Panisse), Michael Gough (L'amiral) (347 représentations).

## Adaptation au cinéma
- 1961 : Fanny de Joshua Logan, avec Charles Boyer (César), Maurice Chevalier (Panisse), Leslie Caron (Fanny), Horst Buchholz (Marius).

## Récompense
- 1955 : Tony Award du meilleur acteur dans une comédie musicale, pour Walter Slezak.